# Pseudophyx
Pseudophyx is een geslacht van vlinders van de familie spinneruilen (Erebidae), uit de onderfamilie Calpinae.

## Soorten
- P. inextrema Prout, 1926
- P. pratti Bethune-Baker, 1906
- P. pseudoptera Lower, 1903